# Frederick Ballantyne
Sir Frederick Nathaniel Ballantyne (ur. 5 lipca 1936 w Layou, zm. 23 stycznia 2020) – gubernator generalny Saint Vincent i Grenadyn od 22 czerwca 2002 do 1 sierpnia 2019.